# Fernand Deligny
Fernand Deligny (Bergues, 7 de novembre de 1913 - Monoblet, 18 de setembre de 1996) educador, escriptor i cineasta francès. Considerat una de les principals autoritats en educació especial. Oposant-se radicalment a l'educació clàssica dels infants, el que pretén és respectar al màxim el punt de vista de l'altre. Una de les grans figures franceses de la pedagogia llibertària i un dels representants més inventius dels corrents alternatius a la psiquiatria clàssica. Abans de la Segona Guerra Mundial, era professor a l'hospital psiquiàtric d'Armentières, al nord de França. Creador dels primers centres de prevenció de la delinqüència a Lille. Després de la guerra va fundar, a París, La Grande Cordée, una associació «de cura lliure de reclusos» destinat als delinqüents adolescents i psicòtics i sostingut per una xarxa d'associacions d'educació popular i pel partit comunista. A partir de 1967, va crear una xarxa autònoma que es feia càrrec de nens autistes a la regió de Cévennes (sud de França). Deligny va publicar mentre era viu diverses obres sobre l'«absència del llenguatge», que veia com una forma de resistència a la «domesticació simbòlica».